# Konrad Sage
Konrad Sage (* 6. Januar 1911 in Berlin; † 21. September 1989 in Müllheim) war ein deutscher, überwiegend in Berlin tätiger Architekt und Hochschullehrer, übergangsweise auch -direktor.

## Leben und Wirken
Konrad Sage, Sohn von Helene Sage, geborene Brandes, und des Lehrers Friedrich Sage, war evangelisch, studierte von 1929 bis 1935 an der Technischen Hochschule in Berlin-Charlottenburg Architektur und schloss dieses als „Diplom-Ingenieur Architektur“ ab. Als „Halbjude“ wurde er nicht in die Reichskammer der bildenden Künste aufgenommen und musste sich als „freier Mitarbeiter“ bei dem Industrie- und Lagerbau-Architekten Ernst Neufert verdingen, wo er zunächst an dessen Bauentwurfslehre mitwirkte. Dann assistierte er zwischen 1935 und 1938 Neufert bei der Planung mehrerer Einfamilienhäuser. 1944 erhielt er Berufsverbot, wodurch sich seine Tätigkeiten für Neufert auf Bauleitungen und Büroarbeiten beschränkten, bevor er noch im selben Jahr interniert wurde. Er heiratete 1945 Anni Thomas. Aus der Ehe gingen die Kinder Sebastian und Martin hervor.

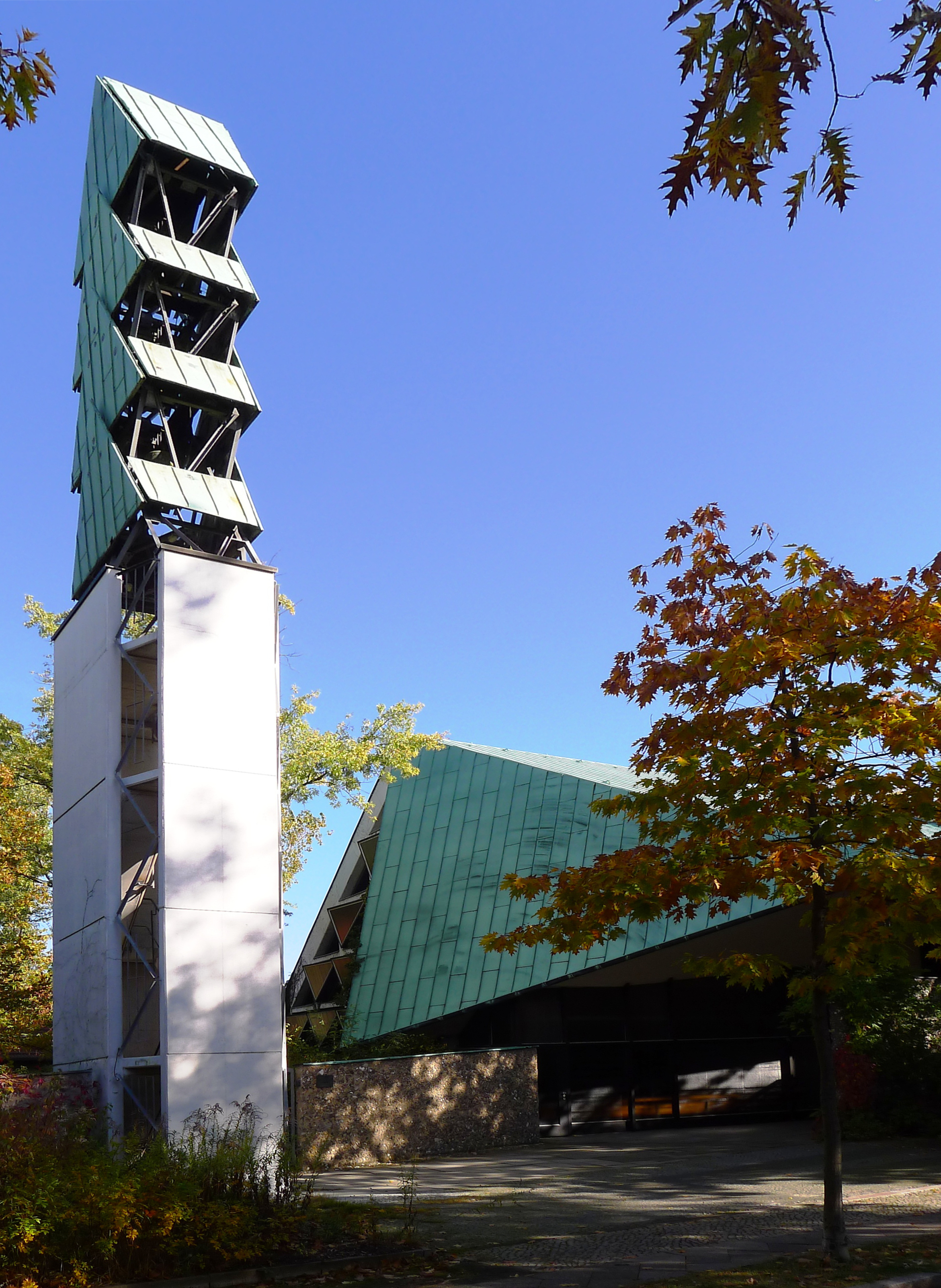
Kirche Neu-Westend

Nach dem Krieg wurde er (als politisch unbelasteter Architekt) früh (1945) Professor an der Hochschule für Bildende Künste in Berlin für Architektonisches Entwerfen, Bauwirtschaft und Gebäudelehre. 1959 bis 1960 stand Sage für eine Übergangszeit kommissarisch der Meisterschule für das Kunsthandwerk im Berliner Bezirk Charlottenburg vor. Am 1. Januar 1974 trat der damalige Direktor der Hochschule für Bildende Künste, Ludwig Schrieber, aus Krankheitsgründen von seinem Amt zurück und Konrad Sage wurde zum Direktor gewählt; er blieb dies bis zu der durch Fusion erreichten Konstituierung der „Hochschule der Künste“ (HDK) am 30. September 1975. Vorlesungen hielt er bis 1976. Er war zeitweise Präsident der Berliner Architektenkammer und von 1965 bis – satzungsgemäß nicht verlängerbar – 1971 Präsident vom Bund Deutscher Architekten (BDA). Vizepräsident des BDA war er bereits von 1963 bis 1965. Am 16. Juni 1972 wurde er zum Ehrenmitglied des BDA ernannt. Er war zudem Mitglied des Deutschen Werkbundes Industriebauten, wozu das Osram Glaswerk in Augsburg und die Electrica Kondensatorenfabrik und Kranfabrik Piechatzek in Berlin gehörten. Konrad Sage lebte in Britzingen, einem Ortsteil von Müllheim.
Als Architekt war sein Spezialgebiet der Industrie- und Kirchenbau. Dabei zeigte er eine Vorliebe für Dreiecke, Trapeze und unregelmäßige Polygone und bevorzugte neuartige Baustoffe. Von Letzterem zeugt das erste Aluminiumdach einer Berliner Kirche auf der Epiphanien-Kirche im Berlin-Charlottenburger Ortsteil Westend. Von Ersterem zeugt die 1960 fertiggestellte Neu-Westend-Kirche, ebenfalls in Berlin-Westend. Statt einer „Trutzburg des Glaubens“ mit christlichen Dekorationen, wie es die Gemeindemitglieder gewohnt waren und worauf sie beharrten, entwickelte er zusammen mit dem Pfarrer Winfried Maechler mit überall am Baukörper befindlichen spitzen „verteidigenden“ Dreiecken und einem „bergenden“ Zeltdach zumindest symbolhaft einen Schutzort für ehemals Verfolgte und aktuell Unverstandene wie zum Beispiel Juden, Linke, Zeugen Jehovas. Insbesondere wurde bei der Konzeption an den Theologen und Widerstandskämpfer Dietrich Bonhoeffer, dessen Familie in der Nähe gewohnt hatte, gedacht. Inzwischen wurde die umstrittene Kirche zum Denkmal erklärt. Auch war er als Architekt beim Bau von Wohn- und Einfamilienhäusern in Berlin, München und Freiburg sowie an Arbeiten an der Lutherkirche in Berlin beteiligt. Das von ihm herausgegebene zweibändige Handbuch der Haustechnik wurde in mehrere Sprachen übersetzt.

## Bauten (Auswahl)

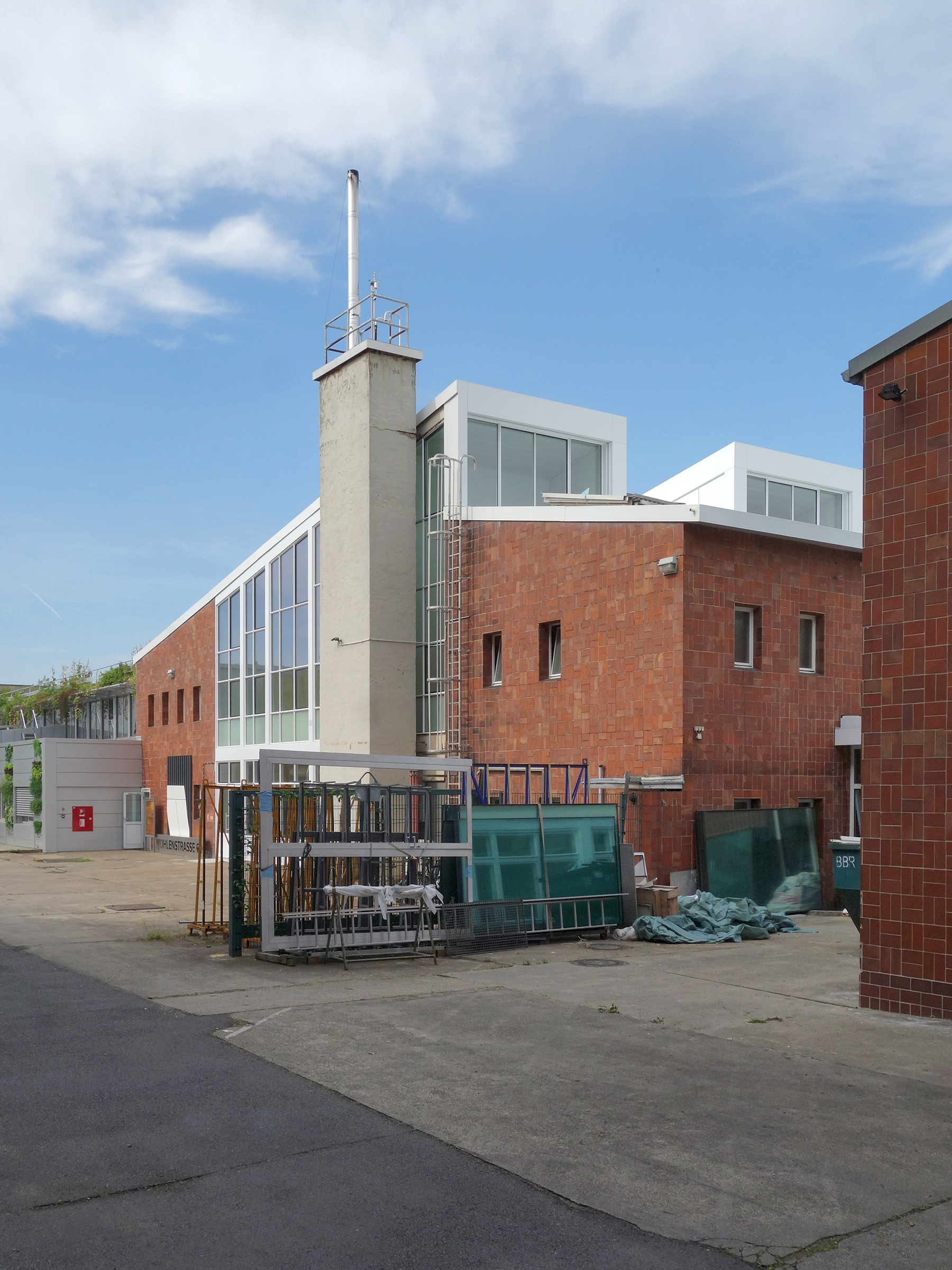
Electrica, Lankwitz, 1957

- 1956–1957: Electrica-Kondensatoren-Fabrik, Berlin-Lankwitz
- 1957–1960: Epiphanien-Kirche, Berlin-Westend
- 1958–1960: Neu-Westend-Kirche, Berlin-Westend
- 1964–1967: Haus der Kirche/Amt für kirchliche Dienste (AKD), Berlin-Charlottenburg

## Schriften (Auswahl)
- Wo steht der evangelische Kirchenbau heute? In: Kunst und Kirche. Architektur, Malerei, Plastik, Gerät. Vierteljahreszeitschrift für Kirchenbau und kirchliche Kunst, 20. Jg., Heft 1, März 1957, S. 9–12.
- Robinson kam auf eine einsame Insel. In: Der Architekt, Heft 1/1968, S. 11–14.
- Wo, wie und zu welchem Ende studiert man Architektur? In: Sonderdruck der Zeitschrift Der Architekt: Die Ausbildung des Architekten. Reformvorschlag und Dokumentation 1968, Oktober 1968, S. 337–342.
- Einsichten und Zielrichtungen. In: Architekten bauen Krankenhäuser. Architects build hospitals. Architectes construisent des hôpitaux, Sondernummer 1970 von Der Architekt, Vulkan-Verlag Dr. W. Classen, Essen 1970, S. III–VIII.
- Dokumentation und Kommentar Wettbewerb Bundeskanzleramt Neubau. In: Der Architekt, Heft 3/1971, S. 85–91.
- Reproduzierbare Bauten. In: Der Architekt, Heft 1/1972, S. 27–29.
- Vom Planen bis zur Bauabnahme. Wenn einer sein Haus baut. Ein Leitfaden für den Bauherrn. Domus-Verlag, Bonn 1974, ISBN 3-87169-216-6.
- Architekten und Architektur im Dritten Reich. Ein Vierergespräch zwischen Prof. Dipl. Ing. Max Bächler, Architekt BDA, Prof. Dipl. Ing. Konrad Sage, Architekt, BDA, Dr. Martin Steinmann, archithese, Dr. Werner Strodthoff, Kölner Stadtanzeiger. Überarbeitung: Ulrich S. von Altenstadt. In: Der Architekt, Heft 7–8/1983, S. 367–372.

## Herausgaben
- Handbuch der Haustechnik. Band 1: Heizungsanlagen, elektrische Anlagen und allgemeine Förderanlagen. Ullstein, Berlin/Frankfurt am Main/Wien 1967.
- Handbuch der Haustechnik. Band 2: Lufttechnische Anlagen, gesundheitstechnische Anlagen, industrielle Förderanlagen. Ullstein, Berlin/Frankfurt am Main/Wien 1971.